# Bellesa matemàtica

Un exemple de "bellesa en el mètode": un descriptor visual senzill i elegant del teorema de Pitàgores.

La bellesa matemàtica és el plaer estètic derivat de l'abstracció, la puresa, la simplicitat, la profunditat o l'ordre de les matemàtiques. Els matemàtics poden expressar aquest plaer descrivint les matemàtiques (o, almenys, algun aspecte de les matemàtiques) com a belles o descriure les matemàtiques com una forma d'art, (una posició presa per GH Hardy) o, com a mínim, com una activitat creativa.
Es fan comparacions amb la música i la poesia.

## En mètode
Els matemàtics solen descriure un mètode de demostració especialment agradable com a elegant. Depenent del context, això pot significar:
- Una prova que utilitza un mínim d'hipòtesis addicionals o resultats anteriors.
- Una prova inusualment concisa.
- Una demostració que deriva un resultat d'una manera sorprenent (p. ex., d'un teorema aparentment no relacionat o d'una col·lecció de teoremes).
- Una prova que es basa en idees noves i originals.
- Un mètode de demostració que es pot generalitzar fàcilment per resoldre una família de problemes similars.

En la recerca d'una demostració elegant, els matemàtics poden buscar múltiples maneres independents de demostrar un resultat, ja que la primera prova que es troba sovint es pot millorar. El teorema pel qual s'ha descobert el major nombre de proves diferents és possiblement el teorema de Pitàgores, amb centenars de proves que s'han publicat fins al dia. Un altre teorema que s'ha demostrat de moltes maneres diferents és el teorema de la reciprocitat quadràtica. De fet, només Carl Friedrich Gauss tenia vuit proves diferents d'aquest teorema, sis de les quals va publicar.
Per contra, els resultats que són lògicament correctes però que impliquen càlculs laboriosos, mètodes excessivament elaborats, enfocaments altament convencionals o un gran nombre d'axiomes potents o resultats anteriors no solen considerar-se elegants, i fins i tot es poden denominar lleigs o maldestres.

## En resultats

Començant per e ^{0} = 1, viatjant a la velocitat i relativa a la posició d'un durant el temps π, i sumant 1, s'arriba a 0. (El diagrama és un diagrama d'Argand).

Alguns matemàtics veuen la bellesa en els resultats matemàtics que estableixen connexions entre dues àrees de les matemàtiques que a primera vista semblen no estar relacionades. Aquests resultats sovint es descriuen com a profunds. Tot i que és difícil trobar un acord universal sobre si un resultat és profund, alguns exemples són més citats que d'altres. Un d'aquests exemples és la identitat d'Euler:
{\displaystyle \displaystyle e^{i\pi }+1=0\,.}Aquesta elegant expressió uneix probablement les cinc constants matemàtiques més importants ( e, i, {\displaystyle \pi }, 1 i 0) amb els dos símbols matemàtics més comuns (+, =). La identitat d'Euler és un cas especial de la fórmula d'Euler, que el físic Richard Feynman va anomenar "la nostra joia" i "la fórmula més notable de les matemàtiques". Els exemples moderns inclouen el teorema de la modularitat, que estableix una connexió important entre les corbes el·líptiques i les formes modulars (treball que va portar a l'atorgament del premi Wolf a Andrew Wiles i Robert Langlands), i " monstrous moonshine ", que connecta el grup Monster amb funcions modulars mitjançant la teoria de cordes (per la qual Richard Borcherds va rebre la medalla Fields).
Altres exemples de resultats profunds inclouen coneixements inesperats sobre estructures matemàtiques. Per exemple, el Teorema Egregium de Gauss és un teorema profund que afirma que la curvatura gaussiana és invariant sota la isometria de la superfície. Un altre exemple és el teorema fonamental del càlcul (i les seves versions vectorials incloent el teorema de Green i el teorema de Stokes).
El contrari de deep és trivial. Un teorema trivial pot ser un resultat que es pot derivar d'una manera òbvia i senzilla a partir d'altres resultats coneguts, o que només s'aplica a un conjunt específic d'objectes particulars, com ara el conjunt buit. En algunes ocasions, l'enunciat d'un teorema pot ser prou original com per ser considerat profund, encara que la seva demostració és força òbvia.
En el seu assaig de 1940 A Mathematician's Apology, GH Hardy va suggerir que una bella prova o resultat posseeix "inevitabilitat", "inesperat" i "economia".
L'any 1997, Gian-Carlo Rota, no estava d'acord amb l'inesperat com a condició suficient per a la bellesa i va proposar un contraexemple:
Un gran nombre de teoremes de matemàtiques, quan es van publicar per primera vegada, semblen sorprendre; així, per exemple, fa uns vint anys [a partir de 1977], la prova de l'existència d'estructures diferenciables no equivalents en esferes d'alta dimensió es pensava que era sorprenent, però a ningú no se li va passar pel cap anomenar aquest fet bell, ni aleshores ni ara.
En canvi, Monastyrsky va escriure el 2001:
És molt difícil trobar una invenció anàloga en el passat a la bella construcció de Milnor de les diferents estructures diferencials a l'esfera de set dimensions... La prova original de Milnor no era gaire constructiva, però més tard E. Brieskorn va demostrar que aquestes estructures diferencials es poden descriure d'una forma extremadament explícita i bella.
Aquest desacord il·lustra tant la naturalesa subjectiva de la bellesa matemàtica com la seva connexió amb els resultats matemàtics: en aquest cas, no només l'existència d'esferes exòtiques, sinó també una realització particular d'aquestes.

## En experiència

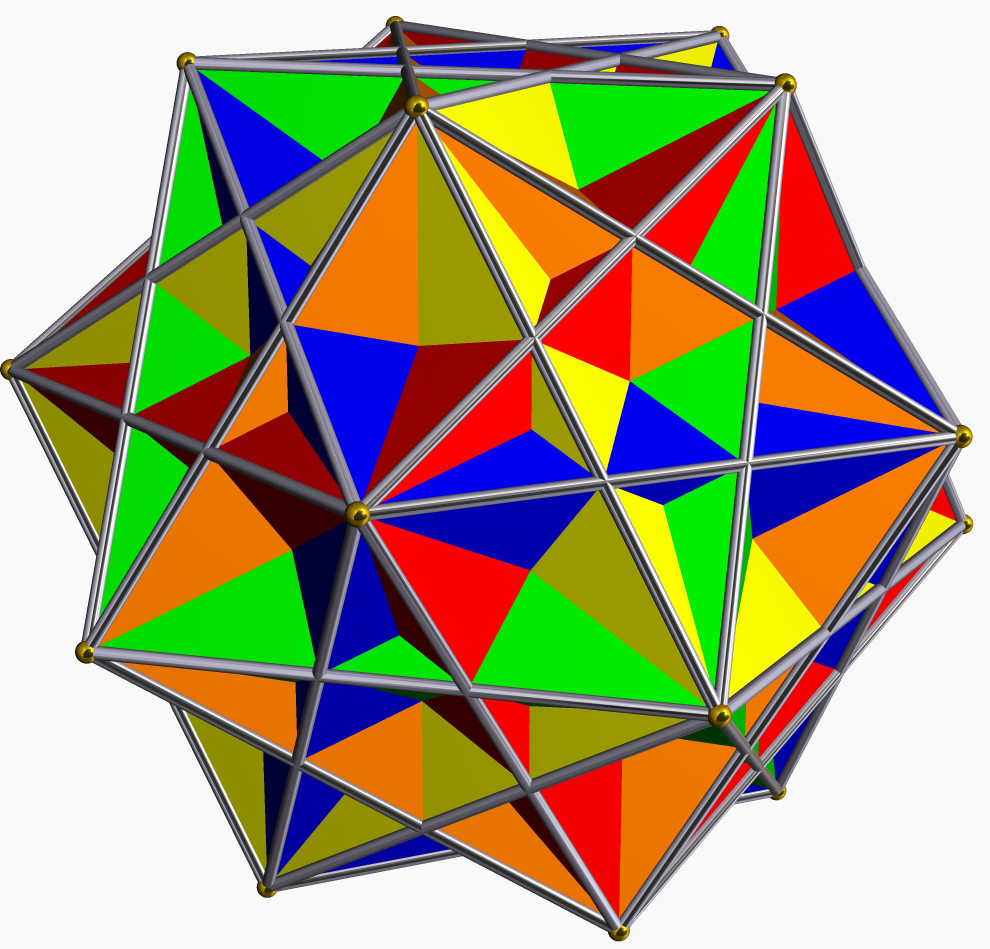
S'ha atribuït una "bellesa freda i austera" al compost de cinc cubs

L'interès per les matemàtiques pures, independent de l'estudi empíric, ha format part de l'experiència de diverses civilitzacions, inclosa la dels antics grecs, que "feien les matemàtiques per la seva bellesa". El plaer estètic que tendeixen a experimentar els físics matemàtics en la teoria de la relativitat general d'Einstein ha estat atribuït (per Paul Dirac, entre d'altres) a la seva "gran bellesa matemàtica". La bellesa de les matemàtiques s'experimenta quan la realitat física dels objectes està representada per models matemàtics. La teoria de grups, desenvolupada a principis del 1800 amb l'únic propòsit de resoldre equacions polinomials, es va convertir en una manera fructífera de classificar les partícules elementals: els blocs de construcció de la matèria. De la mateixa manera, l'estudi dels nusos proporciona informació important sobre la teoria de cordes i la gravetat quàntica de bucle.

## En filosofia
Alguns  els matemàtics opinen que fer matemàtiques està més a prop del descobriment que de la invenció, per exemple:
No hi ha descobridor científic, ni poeta, ni pintor, ni músic, que no us digui que va trobar preparat el seu descobriment o poema o quadre, que li va venir de fora i que no el va crear conscientment des de dins.
— William Kingdon Clifford, d'una conferència a la Royal Institution titulada "Algunes de les condicions del desenvolupament mental"
En la filosofia de Plató hi havia dos mons, el físic en el qual vivim i un altre món abstracte que contenia veritat immutable, incloses les matemàtiques. Creia que el món físic era un simple reflex del món abstracte més perfecte.

## Anàlisi de la bellesa en matemàtiques
GH Hardy va analitzar la bellesa de les demostracions matemàtiques en aquestes sis dimensions: general, seriosa, profunda, inesperada, inevitable, econòmica (simple). Paul Ernest proposa set dimensions per a qualsevol objecte matemàtic, incloent conceptes, teoremes, demostracions i teories. Aquests són 1. Economia, senzillesa, brevetat, concisió, elegància; 2. Generalitat, abstracció, poder; 3. Sorpresa, enginy, intel·ligència; 4. Patró, estructura, simetria, regularitat, disseny visual; 5. La lògica, el rigor, el raonament i la deducció ajustats, pensament pur; 6. Interconnexió, vincles, unificació; 7. Aplicabilitat, poder de modelització, generalitat empírica. Argumenta que els matemàtics individuals i les comunitats de matemàtics tindran opcions preferides d'aquesta llista. Alguns, com Hardy, en rebutjaran alguns (Hardy va afirmar que les matemàtiques aplicades són lletges). No obstant això, Rentuya Sa i els seus col·legues van comparar les opinions dels matemàtics i estudiants de grau britànics i dels matemàtics xinesos sobre la bellesa de 20 equacions ben conegudes i van trobar una forta mesura d'acord entre les seves opinions.

## En teoria de la informació
A la dècada de 1970, Abraham Moles i Frieder Nake van analitzar els vincles entre la bellesa, el processament de la informació i la teoria de la informació. A la dècada de 1990, Jürgen Schmidhuber va formular una teoria matemàtica de la bellesa subjectiva depenent de l'observador basada en la teoria de la informació algorítmica: els objectes més bells entre els objectes subjectivament comparables tenen descripcions algorítmiques curtes (és a dir, la complexitat de Kolmogorov) en relació amb el que l'observador ja sap. Schmidhuber distingeix explícitament entre bonic i interessant. Aquesta darrera correspon a la primera derivada de la bellesa percebuda subjectivament: l'observador intenta contínuament millorar la predictibilitat i la compressibilitat de les observacions descobrint regularitats com les repeticions i les simetries i l'autosemblança fractal. Sempre que el procés d'aprenentatge de l'observador (possiblement una xarxa neuronal artificial predictiva) condueix a una millora de la compressió de dades de manera que la seqüència d'observació es pot descriure amb menys bits que abans, l'interès temporal de les dades correspon al progrés de la compressió i és proporcional a la recompensa interna de curiositat de l'observador.